# Јанешево
Јанешево (грч. Μεταλλικό, Металико) је насељено место у општини Кукуш у периферији Средишња Македонија, Грчка. Према попису из 2021. године било је 288 становника.
Према бугарском географу и историчару, Василу Канчову, у Јанешеву је 1900. године живело 320 Словена хришћана. Током Другог балканског рата грчка војска је запалила село а становништво је протерано. На њихово место су насељене грчке избегличке породице из Турске. На попису из 1928. године Јанешево ј имало 508 становника.